# مونوکلسیم آلومینات
مونوکلسیم آلومینات (به انگلیسی: Monocalcium aluminate) با فرمول شیمیایی CaAl۲O۴ یک ترکیب شیمیایی با شناسه پاب‌کم ۱۵۹۴۱۵ است. که جرم مولی آن ۱۵۸٫۰۳۸۶۷۶ g/mol می‌باشد. 